# ファンデフカプレート

中央上の青色がファンデフカプレート

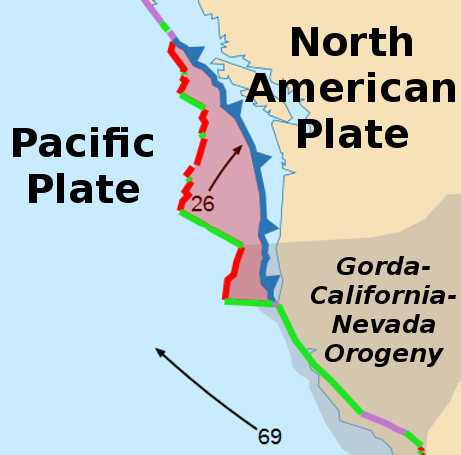
拡大図、濃ピンクの着色部分がファンデフカプレート

ファンデフカプレート (Juan de Fuca Plate) は、北アメリカ大陸、アメリカ合衆国西方沖にある小さな海洋プレートである。このプレートの名前はファンデフカ海峡に基づいている。
1960年代に詳細に調査され、プレートテクトニクス理論の成立に寄与した。

## 研究の歴史
1961年にアメリカ西方沖の海底が詳細に調査され、海底岩石に残された古磁気記録が一定間隔で正負逆になっていることが明らかにされた。また、その正負の縞模様が所々でずれていることも分かり、当時の研究者に注目された。
プレートテクトニクス理論の発展とともに、こうした縞模様やそのずれが理解されるようになった。同時に、ほとんど現存しない旧ファラロンプレートの断片として貴重な研究対象となっている。とくにずれについては、北太平洋・北アメリカ地域のプレート運動を知る上で重要視されている。

## プレートの歴史と未来

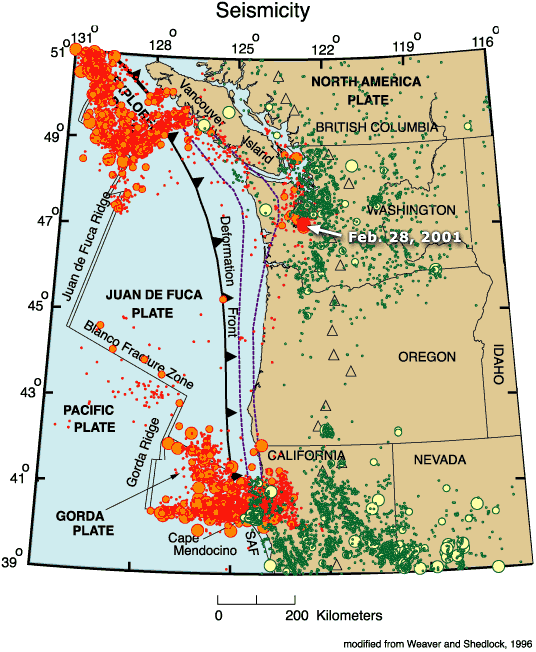
プレート及び断層の位置

- およそ5000万年前：古太平洋（パンサラッサ）東部に広く分布していたファラロンプレートから、バンクーバープレートが分離する。バンクーバープレートは北アメリカプレートに沈み込みを続ける[1]。
- およそ3000万年前：太平洋プレートが北アメリカプレートに到達し、バンクーバープレートはファラロンプレートと地理的にも離れる。バンクーバープレートがファンデフカプレートと名前を変える。
- およそ1000万年前～現在：太平洋プレートとファンデフカプレートの間に存在する発散境界（海嶺）の向きが、およそ20°傾く。これにより、「見かけの断層」が生まれ、古磁気記録が複雑な形になる。
- およそ1000万年後：ファンデフカプレートがすべて北アメリカプレートの下に完全に沈み込み、ファンデフカプレートは消滅する[1]。

## プレートの地理
ファンデフカプレートはいくつかのプレートに囲まれている。東部はカスケード沈み込み帯から北アメリカプレートに沈み込み、北部から南部にかけてはファンデフカ海嶺などの拡大境界、及びメンドシノ断裂帯などのトランスフォーム断層によって太平洋プレートと接する。北部にはファンデフカプレート同様に北アメリカプレートへ沈みこむエクスプローラプレートが位置し、バンクーバーのヌートカ島近くに断層が生じている。南部にはファンデフカプレートと太平洋プレートに囲まれた小さなゴルダプレートがあり、その位置にも断層が存在する。この4つのプレートに囲まれたファンデフカプレートの面積はおよそ250,000 km2と測定されている。

## 地震

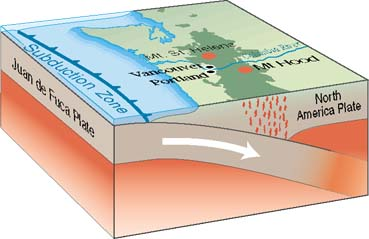
南海トラフ同様の沈み込み型

プレートによって生じたカスケード山脈は環太平洋火山帯の一部を形成しており、1900年代にもラッセン山とセント・ヘレンズ山で噴火を起こしている。またカスケーディア沈み込み帯では津波堆積物や地殻変動の解析から概ね500年程度の間隔で巨大地震を発生させていると考えられている。アメリカに西欧人が渡ってから巨大地震の記録は存在しないが、太平洋を隔てた日本側に「1700年（元禄12年）の原因不明の津波」に関する記録があり、調査の結果、1700年1月26日にモーメントマグニチュード8.7から9.2と推定される地震が発生し、1100kmの範囲に渡る断層破壊が生じ、平均の滑り量は20メートルに達したと推測されている。